# Шервинский, Василий Дмитриевич
Василий Дмитриевич Шервинский (1 января [13 января] 1850, Омск, Российская империя — 12 ноября 1941, Черкизово, Московская область, СССР) — советский терапевт и эндокринолог, основоположник советской клинической эндокринологии, заслуженный деятель науки РСФСР (1928 год); отец архитектора Евгения Шервинского и поэта Сергея Шервинского.

## Биография
Родился 12 января 1850 года в Омске (по другим сведениям, в последний день 1849 года в Томске). Происходил из старинной польско-русской семьи: основатель русской линии рода Ян Матиас (или Иоганн Матвей) Шервинский (2-я пол. XVIII века), обедневший шляхтич, был выходцем из Польши и в России занимал должность штаб-лекаря.
Он рано лишился матери и отца и с трёх лет воспитывался в Москве, — в Александрийском детском приюте, где его тётя (сестра отца, Шервинская Анина Ивановна) работала смотрительницей. Затем рос под опекой двоюродного дяди, знаменитого математика П. Л. Чебышёва. В 1860—1868 годах учился в 3-й Московской гимназии, закончив её с золотой медалью. В 1869 году поступил на медицинский факультет Московского университета, окончив который в 1873 году со степенью лекаря с отличием, стал работать помощником прозектора на кафедре патологической анатомии под руководством И. Ф. Клейна и одновременно — ординатором Старо-Екатерининской больницы.
В 1879 году за диссертацию «О жировой эмболии» (Москва) был удостоен степени доктора медицины и в 1880 году был избран штатным доцентом кафедры патологической анатомии.
В 1882—1883 годах совершенствовался за границей — в лаборатории Ю. Конгейма и клиниках Штрюмпеля и Шарко. По возвращении в Россию в 1884 году занял место экстраординарного профессора кафедры патологической анатомии.
В 1894 году В. Д. Шервинский был переведён на кафедру частной патологии и терапии внутренних болезней; с 1897 года — ординарный профессор кафедры. В 1896 году возглавил созданную по его инициативе общую клиническую амбулаторию для лечения приходящих больных, которой было присвоено имя В. А. Алексеевой.
В период 1899—1907 годов был директором факультетской терапевтической клиники Московского университета, при которой открыл первый в Москве рентгеновский кабинет.
С 1905 года — заслуженный профессор Московского университета. В мае 1912 года, в знак протеста против политики министра Кассо, покинул Московский университет, вернувшись в него через пять лет, — в 1917 году. В 1912—1914 годах читал на общественных началах курс лекций врачам Солдатенковской больницы; состоял в ней консультантом при терапевтическом отделении.
В декабре 1916 года избран гласным Московской городской думы, но результаты выборов утверждены не были.
В 1919 году возглавил созданную по его инициативе органотерапевтическую лабораторию, а затем, в 1923 году, — созданный на её базе Институт органотерапевтических препаратов, преобразованный в 1925 году Институт экспериментальной эндокринологии (ныне Эндокринологический научный центр РАМН). После 1929 года он был в нём консультантом.
В 1928 году Шервинскому было присвоено звание «Заслуженный деятель науки», а ВЦИК выдал особую охранную грамоту, которая закрепляла за ним его усадьбу в Черкизове.
Шервинский был одним из учредителей Пироговского общества; на протяжении четверти века занимал должность председателя Московского терапевтического общества (1899—1924); был инициатором создания Центральной медицинской библиотеки (1919). Он стоял у истоков создания в 1924 году Московского эндокринологического общества; был одним из организаторов обезьяньего питомника в Сухуми. В. Д. Шервинский был одним из организаторов железнодорожной медицины в России: в сентябре 1881 года на съезде врачей южных линий он сделал доклад «По установлению однообразных правил ведения железнодорожной санитарной статистики».
Василий Дмитриевич Шервинский умер в Черкизове (под Коломной) в ноябре 1941 года от остановки сердца, последовавшей после воспаления лёгкого. Похоронен был на Черкизовском кладбище, а в 1962 году его прах перенесли в Москву, на Новодевичье кладбище.
Жена: Анна Михайловна Алексеева (ум. 1927). У них было два сына: Евгений и Сергей.

## Избранная библиография
- «О жировой эмболии» (Москва; диссертация)
- «Четыре случая сложных мешетчатых опухолей яичников» («Московский Врачебный Вестник», 1874);
- «Санитарное состояние Сущевской части города Москвы» («Думские Известия», 1879);
- «Об осложнениях гриппа» («Медицинское Обозрение», 1890);
- «Об оперативном лечении брюшной водянки при циррозе печени» («Клинический Журнал», 1900);
- «К вопросу о лечении желчно-каменной болезни» («Хирургия», 1900);
- «О диагностике и лечении воспаления червеобразного отростка» («Клинический Журнал», 1901);
- «Флебит и приапизм при общем ревматизме» («Труды Медицинского терапевтического общества», VII, 1903)

## Память
В музее истории медицины Первого Московского государственного медицинского университета имени И.М. Сеченова воссоздан мемориальный кабинет профессора В.Д. Шервинского.